# 白鳞薹草
白鳞薹草（学名：Carex alba）为莎草科薹草属下的一个种。分布于俄罗斯、欧洲中部和西部以及中国大陆的新疆等地，生长于海拔1,600米至2,500米的地区，多生长在山坡石灰岩上、沙地或沼泽地。
其种加词“alba”意为“白色的”。